# قمراعلي (مقاطعة غيلانغرب)
قمراعلي (بالفارسية: قمراعلی) هي قرية تقع في كرمانشاه في إيران. يقدر عدد سكانها بـ 538 نسمة بحسب إحصاء 2016.